# Bauernfrühstück

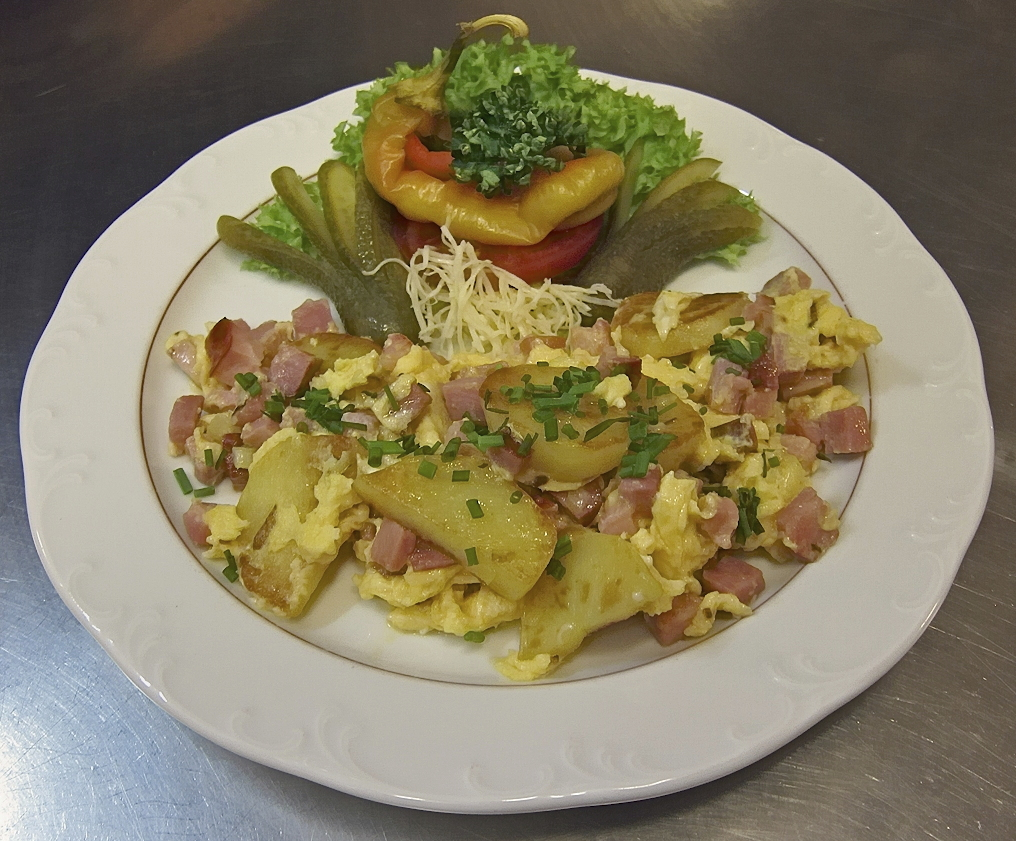
Bauernfrühstück.

El bauernfrühstück (del alemán 'Desayuno del Campesino') es un desayuno tradicional de la cocina alemana que puede encontrarse en la zona Baviera y del sur de Alemania. El ingrediente principal es la patata que se sirve cocida y servida en trozos sobre un plato, cebollas finamente picadas y fritas (caramelizadas) en la sartén con mantequilla (o manteca de cerdo) con algo de speck (tocino), huevos (Sirven para hacer una tortilla) y pimienta negra molida.

## Servir
Se suele servir en un plato todo junto directamente de la sartén con fondo de la tortilla de huevo, decorado con perejil u otra hierba. Algunas variantes incluyen trozos de salchicha o asado de carne, generalmente los restos de otros días. Se considera un desayuno fuerte.

## Historia
Es muy posible que el origen del plato provenga de la Europa del siglo XVIII que padecía una hambruna terrible, causada por una deficiente cosecha de años anteriores. En Francia, el botánico Antoine August Parmentier intenta convencer a los campesinos para que se alimentaran de las patatas (hasta entonces no eran alimento para humanos en Europa, solo para animales). Por su parte, Federico el Grande manda por decreto a los campesinos alemanes que cultiven y se alimenten de patatas.